# Соловьи (Житомирская область)
Соловьи (укр. Солов'ї) — село на Украине, основано в 1856 году, находится в Лугинском районе Житомирской области.
Код КОАТУУ — 1822880403. Население по переписи 2001 года составляет 191 человек. Почтовый индекс — 11324. Телефонный код — 4161. Занимает площадь 1,74 км².

## Адрес местного совета
11323, Житомирская область, Лугинский р-н, с.Бовсуны, ул.Центральная, 76